# Canton de Saint-Nazaire-1
Le canton de Saint-Nazaire-1 est une circonscription électorale française du département de la Loire-Atlantique.

## Histoire
Un nouveau découpage territorial de la Loire-Atlantique entre en vigueur à l'occasion des élections départementales de 2015. Il est défini par le décret du 25 février 2014, en application des lois du 17 mai 2013 (loi organique 2013-402 et loi 2013-403). Les conseillers départementaux sont, à compter de ces élections, élus au scrutin majoritaire binominal mixte. Les électeurs de chaque canton élisent au Conseil départemental, nouvelle appellation du Conseil général, deux membres de sexe différent, qui se présentent en binôme de candidats. Les conseillers départementaux sont élus pour 6 ans au scrutin binominal majoritaire à deux tours, l'accès au second tour nécessitant 12,5 % des inscrits au 1er tour. En outre la totalité des conseillers départementaux est renouvelée. Ce nouveau mode de scrutin nécessite un redécoupage des cantons dont le nombre est divisé par deux avec arrondi à l'unité impaire supérieure si ce nombre n'est pas entier impair, assorti de conditions de seuils minimaux. Dans la Loire-Atlantique, le nombre de cantons passe ainsi de 59 à 31.
Le canton de Saint-Nazaire-1 est entièrement inclus dans l'arrondissement de Saint-Nazaire. Le bureau centralisateur est situé à Saint-Nazaire.

## Représentation
| Période élective | Période élective | Mandat | Mandat   | Identité          | Nuance | Nuance | Qualité |
| ---------------- | ---------------- | ------ | -------- | ----------------- | ------ | ------ | --- |
| 2015             | 2021             | 2015   | 2021     | Bertrand Choubrac |        | DVG    | Entrepreneur, Saint-Marc-sur-Mer |
| 2015             | 2021             | 2015   | 2021     | Annaïg Cotonnec   |        | PS     | Professeur agrégée de physique Ancienne conseillère générale du canton de Saint-Nazaire-Ouest |
| 2021             | 2028             | 2021   | en cours | Bertrand Choubrac |        | DVG    | Entrepreneur, Saint-Marc-sur-Mer |
| 2021             | 2028             | 2021   | en cours | Lydie Mahé        |        | PS     | Contrôleuse de gestion dans l'industrie Adjointe au maire de Saint-Nazaire 9e vice-présidente du conseil départemental, chargée des ressources humaines, du dialogue social et de la qualité du service public départemental |

### Résultats détaillés

#### Élections de mars 2015
À l'issue du 1er tour des élections départementales de 2015, deux binômes sont en ballottage : Bertrand Choubrac et Annaïg Cotonnec (PS, 36,73 %) et Florence Beuvelet et Philippe Cadiet (Union de la Droite, 22,7 %). Le taux de participation est de 45,78 % (15 428 votants sur 33 703 inscrits) contre 50,7 % au niveau départemental et 50,17 % au niveau national.
Au second tour, Bertrand Choubrac et Annaïg Cotonnec (PS) sont élus avec 60,31 % des suffrages exprimés et un taux de participation de 44,3 % (8 178 voix pour 14 931 votants et 33 703 inscrits).

#### Élections de juin 2021
Le premier tour des élections départementales de 2021 est marqué par un très faible taux de participation (33,26 % au niveau national). Dans le canton de Saint-Nazaire-1, ce taux de participation est de 29,48 % (10 571 votants sur 35 853 inscrits) contre 31,09 % au niveau départemental. À l'issue de ce premier tour, deux binômes sont en ballottage : Bertrand Choubrac et Lydie Mahe (Union à gauche, 22,97 %) et Anne-Cécile Anthony et Philippe Deguiral (binôme écologiste, 22,9 %).
Le second tour des élections est marqué une nouvelle fois par une abstention massive équivalente au premier tour. Les taux de participation sont de 34,36 % au niveau national, 32,4 % dans le département et 30,17 % dans le canton de Saint-Nazaire-1. Bertrand Choubrac et Lydie Mahe (Union à gauche) sont élus avec 51,63 % des suffrages exprimés (4 745 voix pour 10 819 votants et 35 862 inscrits),,.

## Composition
| Nom                                   | Code Insee | Intercommunalité                             | Superficie (km2) | Population (dernière pop. légale)                | Densité (hab./km2) | Modifier                                    |
| ------------------------------------- | ---------- | -------------------------------------------- | ---------------- | ------------------------------------------------ | ------------------ | ------------------------------------------- |
| Saint-Nazaire (bureau centralisateur) | 44184      | CA de la Région Nazairienne et de l'Estuaire | 46,79            | Fraction : 50 058 (2022) Commune : 73 111 (2022) | 1 563              | modifier les données · modifier les données |
| Canton de Saint-Nazaire-1             | 4426       |                                              |                  | 50 058 (2022)                                    |                    | modifier les données                        |

Le canton de Saint-Nazaire-1 comprend la partie de la commune de Saint-Nazaire située à l'ouest d'une ligne définie par l'axe des voies et limites suivantes : à partir de la limite territoriale de la commune de Trignac et du cours du Brivet, ligne de chemin de fer de Paris à La Baule, boulevard Louis-Antoine-de-Bougainville, rue Charles-Longuet, route de Guindreff, rue Albert-Camus, boulevard de l'Hôpital, rue Louis-Joseph-Gay-Lussac, rue Michel-Faraday, boulevard Jean-Mermoz, rue du Commandant-Gustave-Gâté, rue du Général-de-Gaulle, avenue de la République, rue de la Paix et des Arts, rue Roger-Salengro, rue de Saintonge, rue du Dolmen, rue de Stalingrad, place de l'Industrie, rue Henri-Gautier, rue des Frères-Pereire, boulevard Paul-Leferme, avenue du Pertuis, avenue des Frégates, médiane de la forme écluse Joubert, jusqu'au rivage de la Loire.

## Démographie
En 2022, le canton comptait 50 058 habitants, en évolution de +3,24 % par rapport à 2016 (Loire-Atlantique : +6,68 %, France hors Mayotte : +2,11 %).
| 2013   | 2018   | 2022   |
| ------ | ------ | ------ |
| 47 956 | 49 216 | 50 058 |